# Julgamento de Draža Mihailović

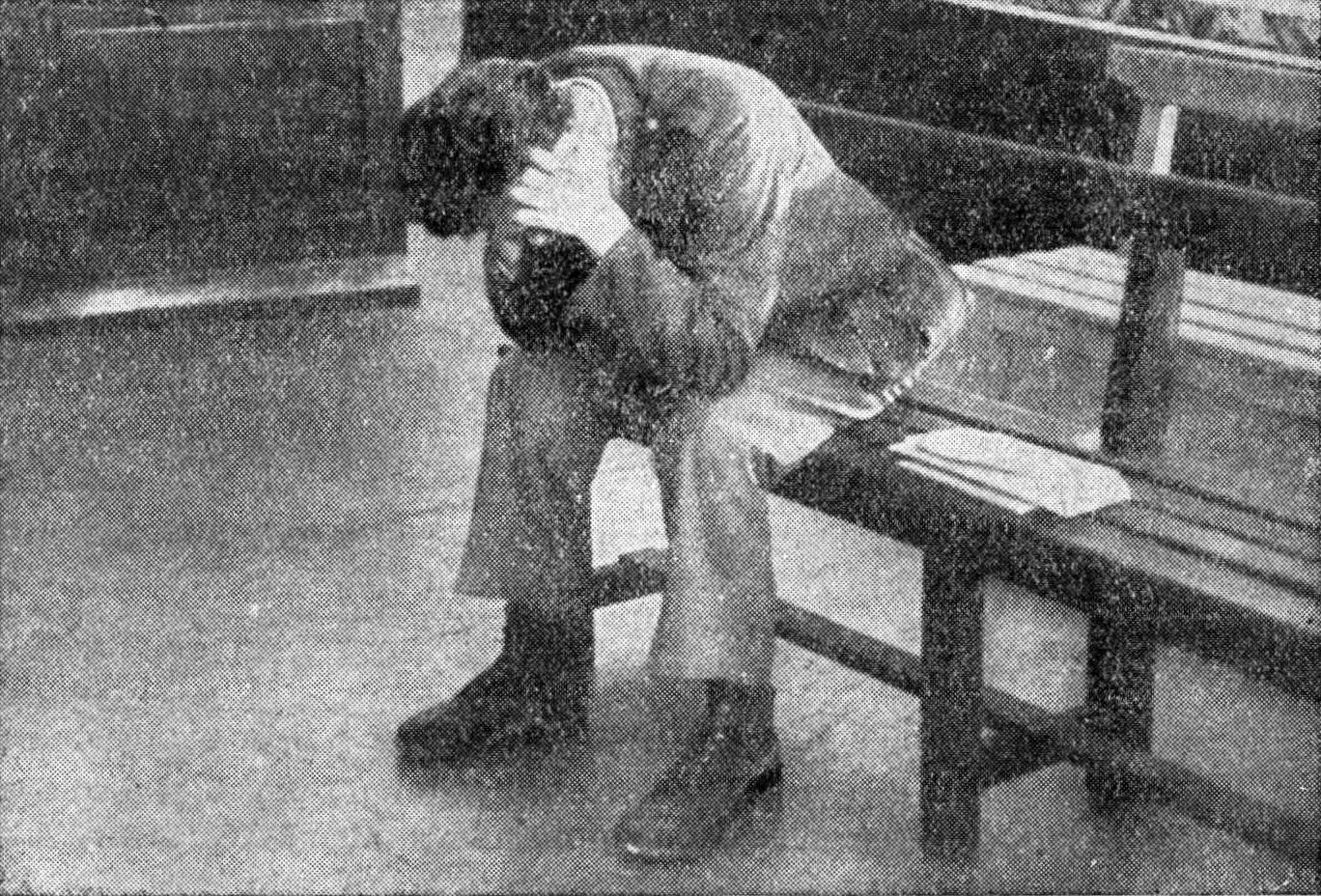
Réu Dragoljub Mihailović em 1946. Foi reabilitado em 2015 e a sua condenação foi considerada “nula e sem efeito”.

O Julgamento de Draža Mihailović et al., ou Processo de Belgrado (sérvio-croata : Beogradski proces / Београдски процес), foi o julgamento de 1946 de Draža Mihailović e uma série de outros colaboradores condenados proeminentes por alta traição e crimes de guerra cometidos durante Segunda Guerra Mundial.
Mihailović foi julgado como líder do Movimento Chetnik durante a Segunda Guerra Mundial (o "Exército Iugoslavo na Pátria", JVUO). Os seus co-réus eram outras figuras proeminentes do movimento e membros do governo iugoslavo no exílio, como Slobodan Jovanović, juntamente com membros do ZBOR e do Regime de Nedić como Velibor Jonić. O julgamento foi iniciado em 10 de junho de 1946, perante o Conselho Militar do Supremo Tribunal da República Popular Federal da Iugoslávia, e durou até 15 de julho de 1946. O julgamento foi iniciado na presença de cerca de 60 jornalistas estrangeiros. A corte estava localizada no Salão de Verão da Escola de Treinamento de Infantaria de Topčider, em Belgrado.
Em 2015, um tribunal sérvio reabilitou Mihailović e anulou a sua condenação, decidindo que se tratava de um julgamento encenado político comunista que era fundamental e inerentemente injusto.

## Acusação
Os acusados foram julgados perante um tribunal militar. O presidente do conselho foi Mihailo Đordević e os membros Milija Laković e Mihailo Janković, com Todor Popadić como secretário. Os juízes assistentes foram Nikola Stanković e Radomir Ilić. O promotor foi Miloš Minić, um alto funcionário do governo que participou nas negociações Tito-Mihailović em 1941. O promotor assistente foi Miloš Jovanović.
Mihailović e outros foram julgados principalmente pelas suas atividades contra as forças aliadas, os guerrilheiros iugoslavos, por colaboração com os alemães e por crimes de guerra contra civis. Mihailović foi indiciado por 47 acusações. Ele foi considerado culpado de todas as acusações e condenado à morte.
Os aviadores aliados que ele resgatou em 1944 não foram autorizados a testemunhar a seu favor. Apenas duas mulheres testemunharam a favor de Mihailović. Alegadamente, foram interditos pelo público e, após o julgamento, submetidos a interdição profissional. No julgamento as testemunhas que compareceram foram: Dušan Simović, Radoslav Đurić, Jovan Škavović, Miša Simović e Milan Grol.

## Acusados
| N° | Acusado                    | Posição | Defensores                         | Pena                  | Notas                            |
| -- | -------------------------- | --- | ---------------------------------- | --------------------- | -------------------------------- |
| 1  | Draža Mihailović           | Líder dos Chetniks | Nikola Đonović e Dragić Joksimović | Morte                 | Executado em 17 de julho de 1946 |
| 2  | Stevan Moljević            | Presidente do Conselho Executivo do Comitê Nacional Central dos Chetniks (CNK)                                                                                           |                                    | 20 anos               | Morreu na prisão                 |

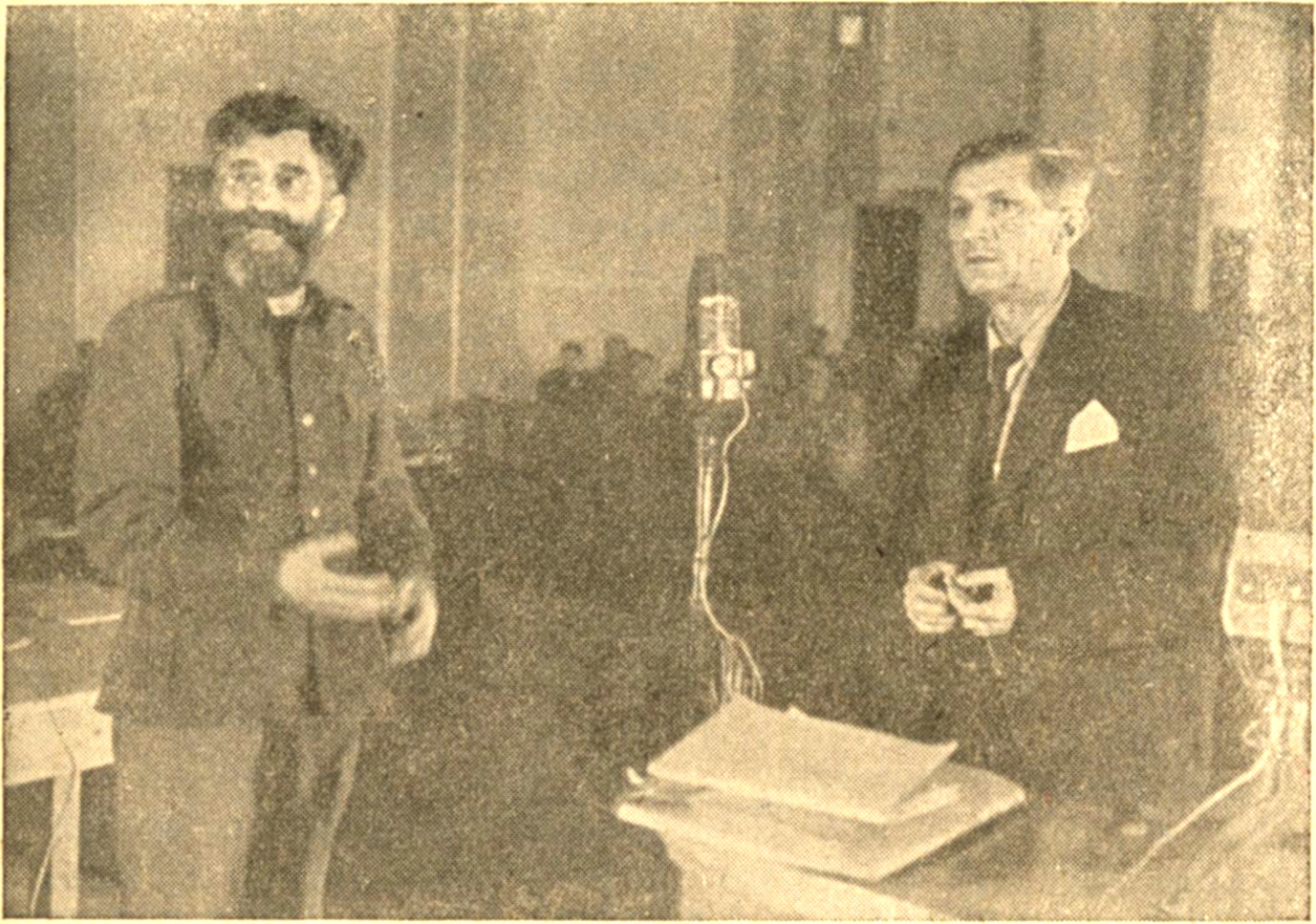
Confronto de Draža Mihailović e Dragi Jovanović em julgamento em Belgrado, 1946.

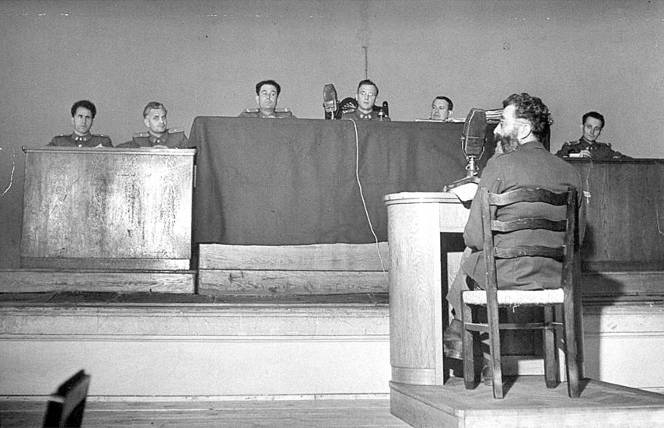
Draža Mihailović em julgamento

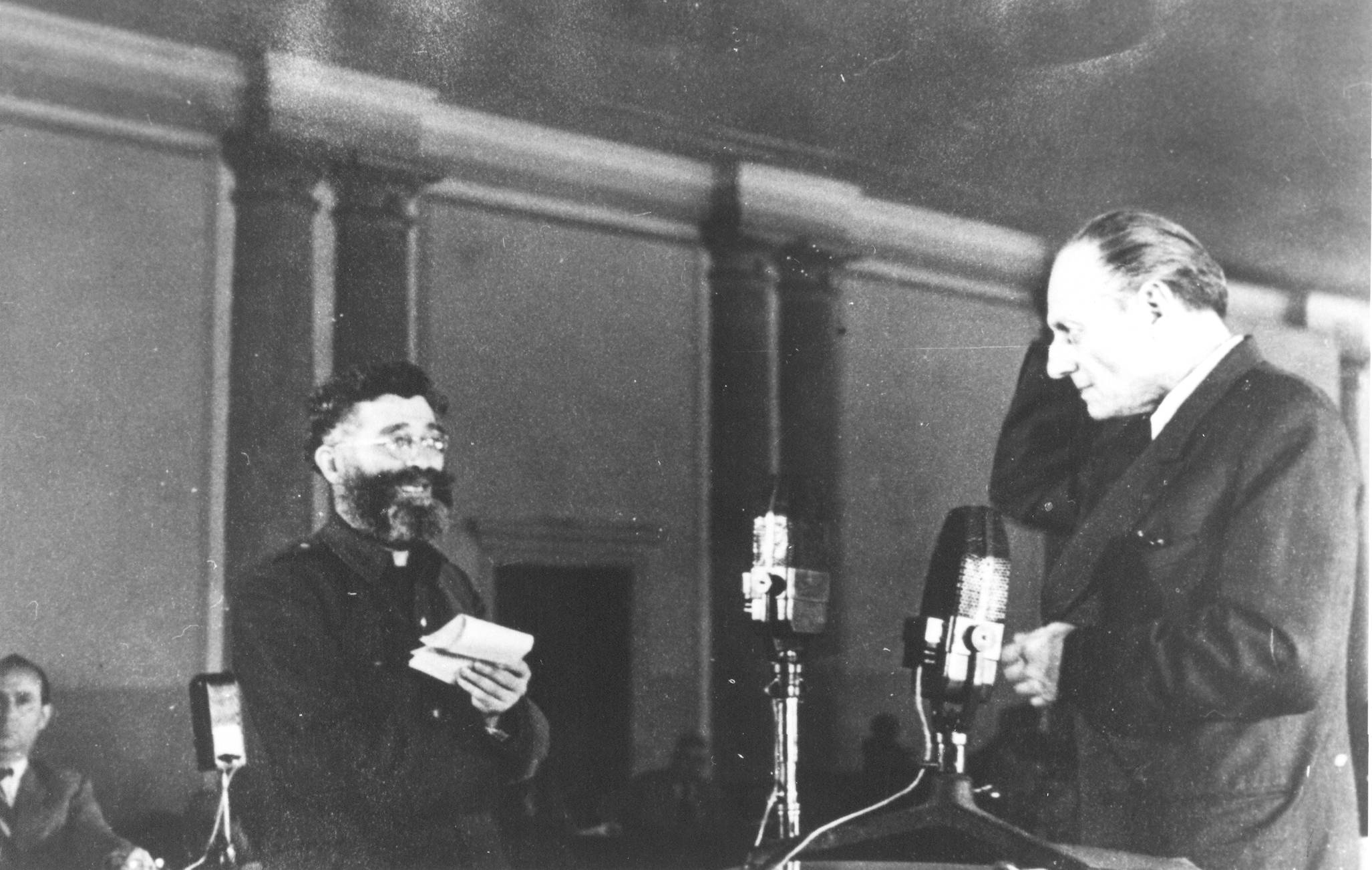
Confronto de Draža Mihailović e Tanasije Dinić.

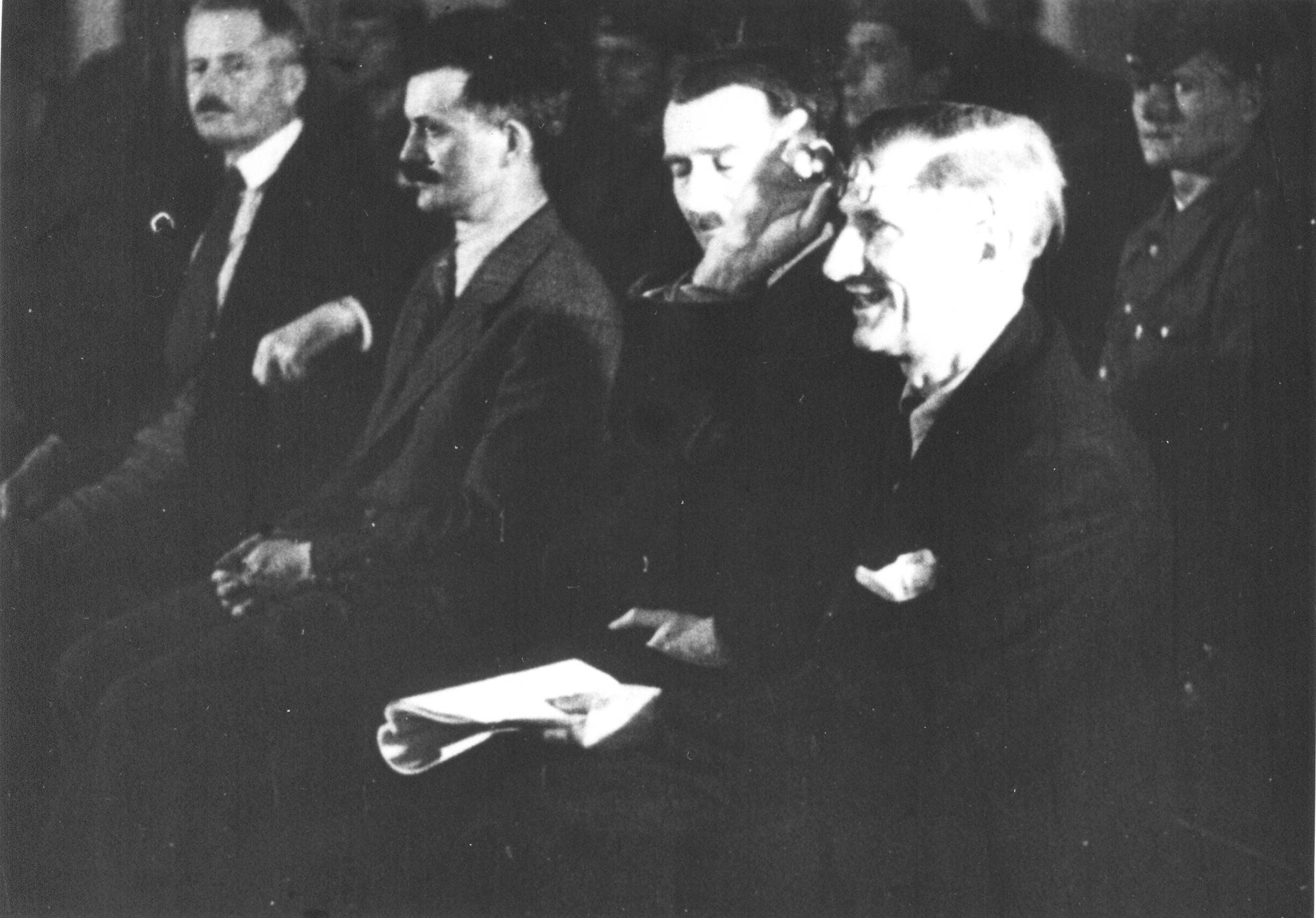
Rade Radić (extrema esquerda), Slavoljub Vranješević (ao lado de Radić) e Dragi Jovanović (direita) durante o julgamento.

| 3  | Mladen Žujović             | - Membro do CNK - Comandante dos Chetniks na Dalmácia, Lika e oeste da Bósnia (1943-1945)                                                                                | Nikola Radovanović                 | Morte (in absentia)   |                                  |
| 4  | Živko Topalović            | Vice-presidente do Conselho Executivo do CNK | Nikola Radovanović                 | 20 anos (in absentia) |                                  |
| 5  | Đuro Vilović               | Secretário da Diretoria Executiva do CNK | Milan Omčikus                      | 7 anos                |                                  |
| 6  | Rade Radić                 | - Membro do CNK - Comandante do destacamento Chetnik Borja | Lazar Vučetić                      | Morte                 | Executado em 17 de julho de 1946 |
| 7  | Slavoljub Vranješević      | Comandante Chetnik do oeste da Bósnia (1943-1945) | Blažo Radović                      | 20 anos               |                                  |
| 8  | Miloš Glišić               | Comandante do Destacamento Požega Chetnik e do Destacamento Militar Chetnik Sandžak                                                                                      | Blažo Radović                      | Morte                 | Executado em 17 de julho de 1946 |
| 9  | Slobodan Jovanović         | Primeiro-ministro do governo no exílio (1942-1943) | Miloš Terzić                       | 20 anos (in absentia) |                                  |
| 10 | Božidar Purić              | Primeiro-ministro do governo no exílio (1943-1944) | Pavle Miljaković                   | 16 anos (in absentia) |                                  |
| 11 | Momčilo Ninčić             | Ministro de Relações Exteriores do governo no exílio (1941-1943) | David Alkalaj                      | 8 anos (in absentia)  |                                  |
| 12 | Petar Živković             | Ministro sem pasta do governo no exílio(1943-1945) | Pavle Miljaković                   | Morte (in absentia)   |                                  |
| 13 | Radoje Knežević            | Ministro da Corte Real do governo no exílio(1941-1943) | Slobodan Subotić                   | 10 anos (in absentia) |                                  |
| 14 | Milan Gavrilović           | Ministro da Justiça, Agricultura, Abastecimento e Alimentação do governo no exílio                                                                                       | Slobodan Subotić                   | 15 anos (in absentia) |                                  |
| 15 | Živan Knežević             | Oficial de ligação militar entre os Chetniks e o governo no exílio | Dragutin Tasić                     | 20 anos (in absentia) |                                  |
| 16 | Konstantin Fotić           | Embaixador nos EUA do governo no exílio | Dragutin Tasić                     | 20 anos (in absentia) |                                  |
| 17 | Dragomir "Dragi" Jovanović | - Nazista nomeado major de Belgrado - Chefe da Segurança do Estado | Slavko Dukanac                     | Morte                 | Executado em 17 de julho de 1946 |
| 18 | Tanasije Dinić             | - Vice-Comissário do Interior no Governo Comissário - Ministro do Interior (1942-1943) e Ministro da Política Social e Saúde (1943-1944) no Governo de Salvação Nacional | Bogoljub Jovanović                 | Morte                 | Executado em 17 de julho de 1946 |
| 19 | Velibor Jonić              | - Comissário da Educação no Governo Comissário - Ministro da Educação no Governo de Salvação Nacional                                                                    | Milan Živadinović                  | Morte                 | Executado em 17 de julho de 1946 |
| 20 | Đura Dokić                 | Ministro dos Transportes do Governo de Salvação Nacional (1941-1942) | Dragoljub Joksimović               | Morte                 | Executado em 17 de julho de 1946 |
| 21 | Kosta Mušicki              | Comandante do Corpo de Voluntários Sérvio | Đorđe Ćirić                        | Morte                 | Executado em 17 de julho de 1946 |
| 22 | Boško Pavlović             | Assistente do comandante da Guarda Estatal da Sérvia e subsecretário de Estado no Governo de Salvação Nacional da Sérvia                                                 | Slobodan Subotić                   | Morte                 | Executado em 17 de julho de 1946 |
| 23 | Laza Marković              | Signatário do "Apelo à Nação Sérvia" | Aleksandar Nikolić                 | 6 anos                |                                  |
| 24 | Kosta Kumanudi             | Signatário do "Apelo à Nação Sérvia" | Friedrich Pops                     | 18 meses              |                                  |

Dos vinte e quatro arguidos acima mencionados, dez foram julgados in absentia.

## Credenciamento estrangeiro
As equipes foram enviadas pelas agências TASS, ČTK, PAP, Reuters, Associated Press, Agence France-Presse, United Press, Overseas News Agency, International News Service, a Agência Telegráfica Judaica, Tele Press, a Agência Telegráfica Albanesa e os seguintes jornais: Pravda, Izvestia, The Times, o Daily Worker, The New York Times, o New York Herald Tribune, o News Chronicle, o Daily Express e outros.

## Veredito

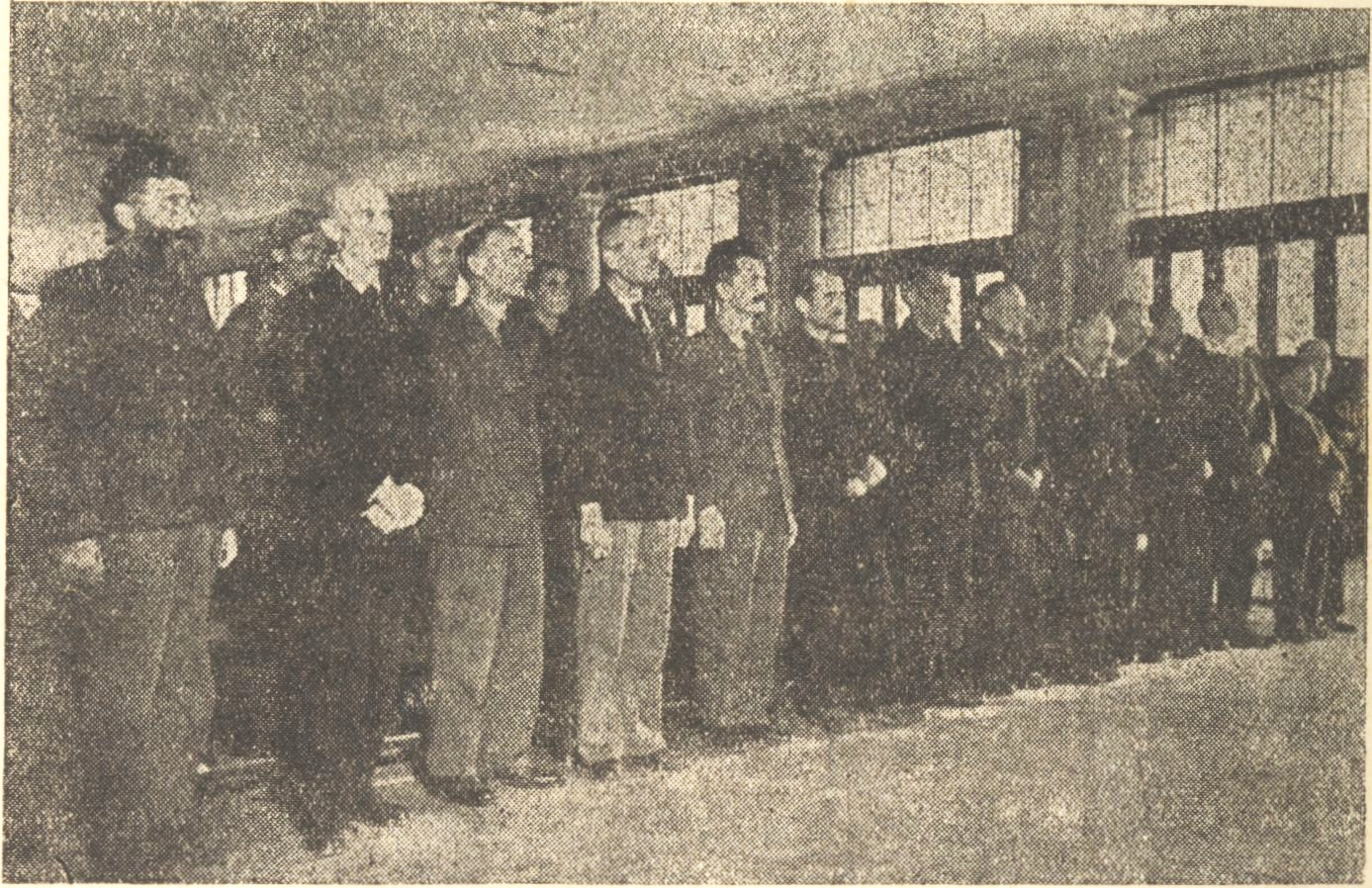
Leitura do veredicto sobre o processo de Belgrado. Da esquerda para a direita: Mihailović, Moljević, Vilović, Radić, Vranješević, Glišić, Jovanović, Dinić, Jonić, Dokić, Mušicki, Pavlović, Marković e Kumanudi

Mihailović é citado como tendo dito, em sua declaração final: "Eu queria muito; comecei muito; mas o vendaval do mundo levou a mim e ao meu trabalho". "Gale of the world" às vezes é traduzido como "Ventos da Guerra".
O veredicto foi lido em 15 de julho de 1946. Mihailović e outros dez foram condenados à morte por um pelotão de fuzilamento (dois in absentia). Um recurso foi rejeitado em 16 de julho e os nove foram executados em 17 de julho. Os demais no processo foram condenados a penas que variam de 18 meses a 20 anos de prisão.

## Reações
Em seis dias de interrogatório pelo Ministério Público, Mihaylovitch admitiu culpa em praticamente todas as acusações, embora pareça ter feito o seu melhor para se proteger atrás de um argumento de que foi vítima das circunstâncias e da desobediência dos seus próprios comandantes no terreno.

— Basil Davidson
O julgamento mostrou, segundo o historiador Jozo Tomasevich, que Mihailović nunca teve controle firme e total sobre seus comandantes locais. Foi criada nos Estados Unidos uma comissão para o julgamento justo do General Mihailovic, mas sem sucesso.
O diplomata e autor Walter Roberts afirmou que o julgamento foi "tudo menos um modelo de justiça" e que "é claro que Mihailović não era culpado de todas, ou mesmo de muitas, das acusações apresentadas contra ele", embora Tito provavelmente não tivesse tido um julgamento justo, caso Mihailović tivesse vencido.
Na altura do julgamento, houve protestos dos americanos e dos franceses, embora ambos tenham sido moderados pelo seu interesse no novo governo.
De acordo com o biógrafo de Mihailović, Jean-Christophe Buisson, um dos advogados de Mihailović, Dragić Joksimović, foi preso poucos dias após a execução e morreu na prisão em circunstâncias pouco claras.

## Visões modernas
Mais recentemente, houve chamadas para um novo julgamento e/ou reabilitação. Momčilo Ninčić foi oficialmente reabilitado em 2006 e Slobodan Jovanović em 2007 pela Sérvia. Em 2015, um tribunal sérvio invalidou a condenação de Mihailović. O tribunal considerou que se tratava de um julgamento político comunista controlado pelo governo. O tribunal concluiu que Mihailović não teve um julgamento justo. Mihailović foi, portanto, totalmente reabilitado.

## Processos
| Data        | Evento |
| ----------- | --- |
| 13 de março | Mihailović é capturado. |
| 24 de março | Aleksandar Ranković anuncia a captura de Mihailović, bem como as acusações contra ele.                                                  |
| 2 de abril  | O Departamento de Estado dos EUA anuncia que solicitou que o pessoal do Exército Americano seja autorizado a testemunhar no julgamento. |
| 17 de maio  | O julgamento foi adiado para 10 de junho.                                                                                               |
| 10 de junho | O julgamento começa. |
| 15 de julho | Sentença de morte proferida a Mihailović. São-lhe concedidas oito horas e meia para apelar à Presidência Iugoslava.                     |
| 16 de julho | Recurso é negado pela Presidência. |
| 17 de julho | A execução por pelotão de fuzilamento é realizada.                                                                                      |